# Pistolet maszynowy PM-63
Pistolet maszynowy wz. 1963, PM-63 RAK – polski pistolet maszynowy kalibru 9 mm, na nabój 9 × 18 mm Makarowa. Opracowany w latach 60. XX wieku przez prof. Piotra Wilniewczyca. Broń przeznaczona dla niektórych pododdziałów wojska, w tym załóg wozów bojowych, używana także przez jednostki Milicji.

## Historia
W latach 50. XX wieku zmalała rola klasycznych pistoletów maszynowych, które w charakterze broni piechoty ustąpiły miejsca karabinom szturmowym. Jednocześnie jednak pojawiła się potrzeba wyposażenia znacznej liczby żołnierzy (obsługa broni ciężkiej, załogi czołgów) w szybkostrzelną broń, mniejszą i lżejszą od standardowego karabinu. Rolę taką miał odegrać nowy małogabarytowy pistolet maszynowy, a prace nad bronią tej klasy podjęto poza Polską także w innych krajach Układu Warszawskiego. W ZSRR powstał pistolet Stieczkina APS, w Czechosłowacji pistolet maszynowy Skorpion vz.61. Wymaganie łatwości przechodzenia przez włazy pojazdów bojowych z pistoletem przytroczonym do pasa wymusiło niewielkie rozmiary i masę broni – niewiele większe od pistoletów samopowtarzalnych, co doprowadziło do skonstruowania w Polsce broni o oryginalnych rozwiązaniach konstrukcyjnych. Zdecydowano skonstruować pistolet maszynowy ze szkieletem typu pistoletowego, magazynkiem w chwycie i swobodnym zamkiem zewnętrznym, obejmującym w całości lufę, w celu zapewnienia jego odpowiedniej masy. Małe wymiary broni wymusiły też zastosowanie stosunkowo słabego naboju 9 × 18 mm Makarowa, który stawał się wówczas standardem w Układzie Warszawskim.
Projekt wstępny nowego pistoletu maszynowego powstał pod koniec lat 50. w Zakładzie Konstrukcji Urządzeń Automatycznych kierowanym przez prof. Piotra Wilniewczyca, wchodzącym w skład Katedry Urządzeń Mechanicznych Wydziału Sprzętu Mechanicznego Politechniki Warszawskiej. W wyniku wprowadzonych w tym czasie zmian organizacyjnych w Politechnice Warszawskiej m.in. rozwiązany został Wydział Sprzętu Mechanicznego, kształcący inżynierów uzbrojenia i sprzętu wojskowego, a Katedra Urządzeń Mechanicznych weszła w skład nowo powstałego Wydziału Mechanicznego Energetyki i Lotnictwa – MEL. Dalsze prace związane w szczególności z przygotowaniem opisu patentowego pistoletu prowadzone były w Zakładzie Technologii Mechanicznej Ogólnej i Lotniczej MEL kierowanym przez prof. Mariana Wakalskiego, kierującego dotychczas Katedrą Urządzeń Mechanicznych wydz. Sprzętu Mechanicznego PW. Opracowany projekt został nazwany RAK WCB 1960.
Pistolet został opatentowany 17 stycznia 1963 r. jako TAJNY i uzyskał numer 81 tjn. Po uruchomieniu produkcji patent odtajniono i nadano w dniu 20 października 1967 r. nowy, jawny numer 53724. Właścicielem patentu jest Zakład Technologii Mechanicznej Ogólnej Politechniki Warszawskiej. Pracami kierował prof. Piotr Wilniewczyc, a w skład zespołu konstrukcyjnego wchodzili prof. mgr inż. Marian Wakalski, mgr inż. Grzegorz Czubak i mgr inż. Tadeusz Bednarski. Nowy pistolet maszynowy posiadał szereg unikatowych rozwiązań konstrukcyjnych, nietypowych dla broni tego rodzaju, głównie w konstrukcji zamka. Po śmierci Wilniewczyca prace nad prototypem pistoletu były wykonywane w Zakładach Metalowych „Łucznik” w Radomiu. Już po opatentowaniu broni zmieniono rodzaj kolby składanej – kolbę obrotową zmieniono na kolbę wysuwaną, oraz zastosowano rozkładany chwyt przedni. Nowa kolba została opracowana przez Ryszarda Chełmickiego i Ernesta Durasiewicza z Zakładów Metalowych „Łucznik” i została osobno opatentowana.
Po badaniach technicznych i próbach eksploatacyjnych produkcję seryjną nowych pistoletów maszynowych w roku 1964 rozpoczęły Zakłady Metalowe „Łucznik”. W roku 1965 został on oficjalnie przyjęty do uzbrojenia Ludowego Wojska Polskiego jako „9 mm pistolet maszynowy wzór 1963”.
W następnych latach pistolet maszynowy był produkowany bez większych modyfikacji. Zmieniono kształt zaczepu magazynka co zapobiegło wypadaniu magazynka i przekonstruowano zatrzask kolby. Broń przystosowano do strzelania amunicją ślepą. Stosuje się w tym przypadku specjalną lufę z integralnym odrzutnikiem, skonstruowaną przez Mariana Gryszkiewicza i Ryszarda Chełmickiego. Opracowano też kilka wersji nieprodukowanych seryjnie np. z tłumikiem dźwięku i na nabój 9 × 19 mm Parabellum (w 1971). Produkcję pistoletów maszynowych wz. 63 zakończono w 1975 roku. W Polsce był używany przez Wojsko Polskie, MO (następnie Policję), SB, Straż Ochrony Kolei. W latach 90. XX w. był wycofywany z uzbrojenia większości formacji, częściowo z powodu małego bezpieczeństwa użytkowania. Do wypadków z pistoletami tego typu dochodziło także w służbie Policji.
Poza użytkownikami polskimi, pistolet maszynowy był używany także przez milicję NRD i Kuby, a także armię wietnamską. W czasie wojny chińsko-wietnamskiej w pistolety maszynowe wz. 63 uzbrojone były załogi wietnamskich czołgów.
W latach 80. bezlicencyjną kopię pistoletu maszynowego wz. 63 oznaczoną jako Typ 82 produkował chiński koncern Norinco. Chińskie pistolety maszynowe Typu 82 powstawały w dwóch wersjach. Jedna jest identyczna z pistoletem maszynowym wz. 63, druga posiada celownik przerzutowy przeniesiony na koniec zamka i dłuższą kolbę. Wyprodukowane w Chinach pistolety maszynowe Typu 82 zostały wykorzystane w kilku atakach terrorystycznych zorganizowanych przez Abu Nidala.
Spółka Pioneer Arms Corp. (PAC) z Radomia oferowała samopowtarzalną wersję PM-63C. Pistolet ten sprzedawany był m.in. na amerykańskim cywilnym rynku kolekcjonerskim, zyskując dobre oceny jako unikatowa i celna broń.

## Opis konstrukcji
Pistolet maszynowy wzór 1963 jest indywidualną bronią samoczynno-samopowtarzalną. Zasada działania oparta jest na odrzucie zamka swobodnego z opóźnionym ruchem powrotnym. Broń strzela z zamka otwartego, zamek typu zewnętrznego nasuwa się na lufę i obejmuje ją w przednim położeniu. W przedniej części zamka znajduje się tzw. łyżka, wystająca przed lufę, służąca do podpierania lufy z przodu przy cofniętym zamku (swobodnie osadzonej w jej tylnej części w szkielecie na wielozaczepie). Łyżka pełni także rolę osłabiacza podrzutu, ustateczniającego broń (według jednak niektórych opinii, takie deklarowane działanie łyżki stanowi jedynie przypuszczenie i ma nieudokumentowany wpływ na zachowanie broni). Umożliwia ona również napięcie zamka jedną ręką, poprzez naciśnięcie broni łyżką o twardą przeszkodę; taka konstrukcja zamka jest unikatową cechą PM-63. Przed pierwszym strzałem należało odciągnąć (lub napiąć o przeszkodę) zamek, który pozostawał w stanie napiętym w tylnej pozycji. W zamku umieszczony jest sprężynowy opóźniacz bezwładnościowy, zmniejszający szybkostrzelność broni. Mechanizm uderzeniowy igliczny z iglicą stałą, osadzoną w zamku. Mechanizm spustowy bez przełącznika rodzaju ognia ze spustem dwuchodowym – krótkie ściągnięcie spustu powoduje strzał pojedynczy, długie – serie. Bezpiecznik od strzałów przypadkowych – nastawny, unieruchamia zamek w położeniu tylnym i przednim oraz w pośrednim podczas rozkładania i składania broni.
Zasilanie z magazynków 15- i 25-nabojowych dołączanych do gniazda w chwycie. Magazynek 15 nabojowy nie wystaje z chwytu. Przyrządy celownicze składają się z muszki i celownika przerzutowego, który posiada nastawy 75 i 150 m, wraz ze szczerbiną.
Pistolet maszynowy wyposażony jest w mało wygodną metalową kolbę składaną, w postaci dwóch płaskich prętów obejmujących broń po bokach i wysuwanych do tyłu, ze stopką rozkładaną przez obrót o 270°. Z przodu znajduje się rozkładany chwyt przedni. Broń wykonana była w całości w technologii frezowania z elementów stalowych.

## Ocena
Prostota konstrukcji, pewność i powtarzalność działania automatyki broni oraz rozwiązanie techniczne dwuchodowego spustu są oceniane wysoko z technicznego punktu widzenia. W ramach założeń, skonstruowano dobrze działający i prosty w budowie pistolet maszynowy o małych wymiarach i masie. Mimo to, broń jako całość oceniana jest jako mało bezpieczna w użytkowaniu, nieprzyjazna dla użytkownika i niepraktyczna. Niska była również celność – pomimo celownika wyskalowanego na 75 i 150 m, skuteczny ogień seriami do tarczy w formie popiersia można prowadzić do ok. 50 m. Przy tym, ruchomy zamek stwarzał trudności w celowaniu. Do wad PM-63 należała pewna podatność na przypadkowe strzały, spowodowana łatwością samoprzeładowania pistoletu przy upadku, uderzeniu lub zeskoku z czołgu, przy źle zablokowanym zamku. Dobrze oceniany pod względem funkcjonalności jest rozkładany chwyt przedni, aczkolwiek wymagał on właściwej obsługi z uwagi na możliwość uszkodzenia trzymanego zbyt wysoko palca przez zamek. Z kolei rozkładana kolba, która w stanie złożonym przylegała w całości do broni, była skomplikowana w rozkładaniu i mało funkcjonalna w stanie rozłożonym. Przy niewłaściwej obsłudze (przybliżaniu twarzy do przyrządów celowniczych) istniało zagrożenie np. podbicia oka lub stłuczenia okularu maski przeciwgazowej przez zamek przy strzelaniu. Pistolet jest łatwy w składaniu i rozkładaniu i mało podatny na zacięcia, jakkolwiek układ konstrukcyjny z łyżką i strzelaniem z otwartego zamka zwiększa podatność na zanieczyszczenie. Standardowy magazynek 15-nabojowy był oceniany jako zdecydowanie zbyt mało pojemny, natomiast magazynek 25-nabojowy wystawał już z chwytu, utrudniając przenoszenie. Dwuchodowy spust zamiast przełącznika rodzaju ognia oceniany jest jako niepraktyczny do prowadzenia ognia pojedynczego w sytuacji stresowej. Wytwarzanie Raka było przy tym drogie i materiałochłonne.

## Użytkownicy
- Afganistan
- Bułgaria
- ChRL
- Doniecka Republika Ludowa
- Irak
- Korea Północna – Typ 82
- Kuba
- Palestyna
- Polska
- Syria
- Wietnam[15]

Byli
- NRD
- Wietnam Północny
- ZSRR